# Crataegus ater
Crataegus ater är en rosväxtart som beskrevs av William Willard Ashe. Crataegus ater ingår i hagtornssläktet som ingår i familjen rosväxter. Inga underarter finns listade i Catalogue of Life.